# Romac
Romac este un sat din comuna Pljevlja, Muntenegru. Conform datelor de la recensământul din 2003, localitatea are 9 locuitori (la recensământul din 1991 erau 17 locuitori).

## Demografie
În satul Romac locuiesc 6 persoane adulte, iar vârsta medie a populației este de 34,7 de ani (34,7 la bărbați și 34,8 la femei). În localitate sunt 2 gospodării, iar numărul mediu de membri în gospodărie este de 4,50.
|  |

| Demografie | Demografie | Demografie |
| An         | Locuitori  | Locuitori  |
| ---------- | ---------- | ---------- |
|            |            |            |
|            |            |            |
|            |            |            |
|            |            |            |
| 1948       | 48         |            |
| 1953       | 49         |            |
| 1961       | 84         |            |
| 1971       | 50         |            |
| 1981       | 26         |            |
| 1991       | 17         | 17         |
| 2003       | 9          | 9          |

| \| Componența etnică conform recensământului din 2003[2] \| Componența etnică conform recensământului din 2003[2] \| Componența etnică conform recensământului din 2003[2] \| Componența etnică conform recensământului din 2003[2] \| Componența etnică conform recensământului din 2003[2] \| \| ----------------------------------------------------- \| ----------------------------------------------------- \| ----------------------------------------------------- \| ----------------------------------------------------- \| ----------------------------------------------------- \| \| \| \| \| \| \| \| Sârbi \| Sârbi \| \| 9 \| 100% \| \| necunoscută \| necunoscută \| \| 0 \| 0% \| |             |  |   |      |
| Componența etnică conform recensământului din 2003 |             |  |   |      |
| |             |  |   |      |
| Sârbi | Sârbi       |  | 9 | 100% |
| necunoscută | necunoscută |  | 0 | 0%   |